# Monte Fusco
Il monte Fusco (644,5 m s.l.m.)  è un rilievo situato nel comune di Itri in provincia di Latina nel Lazio, all'interno del territorio del parco naturale dei Monti Aurunci, che deve la sua fama alla presenza del Santuario della Madonna della Civita, meta di pellegrinaggi.